# جيجي هيلتيربراند
جيجي هيلتيربراند (بالتاغالوغية: Jayjay Helterbrand)‏ مواليد 14 أكتوبر 1976 في كيزون، هو لاعب كرة سلة فلبيني. بدأ مسيرته الاحترافية في سنة 2000. يلعب مع فريق بارانجي جينبرا سان ميغيل في الرابطة الفلبينية لكرة السلة كلاعب هجوم خلفي. يحمل الرقم 13. يبلغ طوله 5 قدم 11 بوصة (1.8 م). مثّل منتخب بلاده.